# Никитинский, Олег Дмитриевич
Олег Дмитриевич Никитинский (14 сентября 1967, Москва — 6 июня 2015, Мюнстер) — русский и немецкий филолог-классик, кандидат филологических наук, новолатинский писатель.

## Образование и работа
В 1984—1986 гг. учился в МИСиС, откуда в 1986 г. перевелся на отделение классической филологии Московского университета, которое закончил в 1991 г. В 1991—1995 гг. продолжал изучение классической филологии во Фрейбургском университете и защитил по-немецки (в 1995 г.) и по-русски (в 1997 г.) диссертацию «Мифическое прошлое в поэзии Каллимаха и его современников» (Studien zum Vergangenheitsbezug bei Kallimachos). С 1995 г. до конца жизни преподавал латинскую словесность в Московском университете. Параллельно работал в Мюнхенском университете (в 1998—1999, 2008—2010 гг.), в Берлинском (1999—2000), в институте Thesaurus linguae Latinae (2000—2001) и др. В 2003—2008 гг. вел проект «Латынь как универсальный язык Европы XVII—XVIII вв.» (Latein als europäische Universalsprache im 17. und 18. Jh.). Наконец, в 2010—2015 гг. работал в Семинаре по латинской филологии Средних веков и Нового времени в Вестфальском университете в Мюнстере. В 2012 г. входил в число организаторов XV конгресса по новолатинской словесности.

## Творчество
После диссертации о Каллимахе и написанного по-латински обширного комментария к сатирам Персия Никитинский занимался в основном латинской прозой XVII—XVIII вв., которой посвятил латинский диалог «Сергий» (написан в форме беседы С. И. Соболевского и М. М. Покровского). Диалог продолжает ряд, начатый «Брутом» Цицерона и «Цицеронианцем» Эразма Роттердамского. Лучшими прозаиками XVII—XVIII вв. собеседники признают Юста Липсия, Марка Антония Мурета и Давида Рункена. Латинские книги Никитинского уникальны для конца XX — начала XXI вв.
Впоследствии издавал сочинения Рункена, Джан Винченцо Гравины, переписку Йозефа Дельца и Эдуарда Френкеля. Выпустил также книгу об истории, достопримечательностях и гуманистическом прошлом Мюнстера (первую с XVIII века и возрождающую гуманистическую традицию), также написанную на латинском языке.

## Память
7 декабря 2016 года кафедра классической филологии филологического факультета МГУ провела научные чтения «Новолатинская традиция в Европе» памяти Олега Никитинского. Все доклады на чтениях были прочитаны по-латыни.

## Основные труды

### Книги
- Kallimachos-Studien. Frankfurt a.M; New York: Peter Lang, 1996. (Studien zur Klassischen Philologie. Band 98; = Diss. Freiburg). ISBN 9783631300701.
- Sergius, siue de eloquentia grammaticorum saec. XVII et XVIII libri duo. Vivarium Novum, Neapoli MM (= De eloquentia latina saec. XVII et XVIII dialogus. Napoli: Vivarium, 2000. ISBN 9788885239456)
- Davidis Runhkenii oratio De doctore umbratico. Edidit Helgus Nikitinski, Vivarium Novum, Neapoli MMI.
- A. Persii Flacci saturae. Commentario atque indice rerum notabilium instruxit Helgus Nikitinski. Accedunt varia de Persio iudicia saec. XIV—XX. K.G. Saur, München; Leipzig, 2002. (в GoogleBooks).
- Gian Vincenzo Gravina nel contesto dell’umanesimo europeo. Vivarium, 2004.
- Dauid Ruhnkenius. Elogium Tiberii Hemsterhusii. Edidit Helgus Nikitinski. München; Leipzig: K. G. Saur, 2006. — Рецензия: David Butterfield, Bryn Mawr Classical Review 2007.05.34
- Публикация (научное редактирование, предисловие) репринта издания: Io. Matthias Gesner. Novus linguae et eruditionis Romanae Thesaurus. Leipzig, 1749. 2 Bde. 2500 S. (Neapoli: La scuola di Pitagora, 2006—2008).
- De laudibus Monasterii Westphaliae metropolis. Neapoli: La scuola di Pitagora, 2012. (ISBN 978-88-6542-115-4).
- Josef Delz, Eduard Fraenkel. Briefwechsel 1947—1969. Eine Gelehrtenfreundschaft. Hrsg. Georg Schwarz, Oleg Nikitinski. München: SYMPOSION eleutheron, 2015. (ISBN 978-3-928411-81-3; см. WorldCat).
- Lateinische Musterprosa und Sprachpflege der Neuzeit (17. — Anfang des 19. Jhs.). Ein Wörterbuch. Leiden: Brill, 2017.

### Статьи
- Plinius der Ältere: Seine Enzyclopädie und ihre Leser // ScriptOralia Romana. Gattungen wissenschaftlicher Literatur in der Antike / Hrsg. Wolfgang Kullmann, Jochen Althoff, Markus Asper. Tübingen, 1998. S. 341—360. (в GoogleBooks)
- Zum Ursprung des Spruches nulla dies sine linea // Rheinisches Museum für Philologie. 142. 1999. S. 430—431 (online).
- De Conradi Celtis Protucii carmine ad Udalricum Zasium // Horaz und Celtis / Hrsg. U. Auhagen, E. Lefèvre, E. Schäfer. (NeoLatina. Bd. 1). Tübingen, 2000. S. 221—226. (на лат. яз.)
- Praefatio // Henricus Stephanus, Thesaurus Graecae Linguae (Репринтное воспроизведение издания: Paris 1831—1861). Монтелла — Неаполь, 2000, Т.1 (на лат. яз.)
- Die (mündliche) Rolle von Briefboten bei Cicero // ScriptOralia Romana. Die römische Literatur zwischen Mündlichkeit und Schriftlichkeit / Hrsg. Lore Benz. 2001. S. 231—250 (в GoogleBooks)
- Iusti Lipsii ad Michaelem Montanum (Michel de Montaigne) epistulae // Vox Latina 36 (2001). Fasc. 139. S. 52-57. (на лат. яз.)
- Суждения Соболевского о Персии и о методе в филологии. // ΣΤΡΩΜΑΤΕΙΣ. Вопросы классической филологии. Вып. 12. М., 2002. С. 273—283.
- De grammaticis musicae arti faventibus vel eam aspernantibus // Vox Latina. 38 (2002). Fasc. 147. S. 136—138. (на лат. яз.)
- Ruhnkenii ad Cantium (Immanuel Kant) epistula // Vox Latina. 39 (2003). Fasc. 153. S. 310—316. (на лат. яз.)
- Письмо Д. Рункена к Канту. Предисловие к публикации: О. Д. Никитинский, А. А. Россиус // Историко-философский ежегодник (2004). M., 2005. С. 306—311.
- Ovid philosophischer als Aristoteles? Literarische und philosophische Methode bei Pierre-Daniel Huet // Para/Textuelle Verhandlungen zwischen Dichtung und Philosophie in der Frühen Neuzeit / Hrsg. Bernhard Huss, Patrizia Marzillo, Thomas Ricklin. Berlin, 2011. S. 279—292 (online)
- К интерпретации Petron. 62 // Nymphon antron. Вопросы классической филологии. Вып. XV. М., 2012.